# Plectaneia boivinii
Plectaneia boivinii är en oleanderväxtart som beskrevs av Jumelle. Plectaneia boivinii ingår i släktet Plectaneia och familjen oleanderväxter. Inga underarter finns listade i Catalogue of Life.